# Amtsgericht Mühlhausen (Ostpreußen)
Das Amtsgericht Mühlhausen war ein preußisches Amtsgericht mit Sitz in Mühlhausen, Ostpreußen.

## Geschichte
Das königlich preußische Landgericht Mühlhausen wurde mit Wirkung zum 1. Oktober 1879 als eines von zehn Amtsgerichten im Bezirk des Landgerichtes Braunsberg im Bezirk des Oberlandesgerichtes Königsberg gebildet. Der Sitz des Gerichtes war Mühlhausen. Sein Gerichtsbezirk umfasste aus dem Kreis Preußisch Holland den Stadtbezirk Mühlhausen und die Amtsbezirke Carwinden, Deutschendorf, Lauck, Neumünsterberg, Neumark, Schlobitten, Schlodien und Sumpf. Am Gericht bestand 1880 eine Richterstelle. Das Amtsgericht war damit ein kleines Amtsgericht im Landgerichtsbezirk. Im Rahmen der Weltwirtschaftskrise wurden 60 Amtsgerichte als Folge von Sparverordnungen aufgehoben. Mit der Verordnung über die Aufhebung von Amtsgerichten vom 30. Juli 1932 wurde das Amtsgericht Mühlhausen zum 30. September 1932 aufgehoben und sein Sprengel dem Amtsgericht Preußisch Holland zugeordnet. Gegen die Schließung dieser Amtsgerichte agitierte die NSDAP in vielen Fällen. Nach der Machtergreifung 1933 wurden mit dem Gesetz über die Wiedereinrichtung aufgehobener Amtsgerichte und die Schaffung von Zweigstellen der Amtsgerichte vom 29. August 1933 eine Reihe dieser im Vorjahr aufgehobenen Gerichte zum 1. Oktober 1933 wieder eingerichtet, darunter auch das Amtsgericht Mühlhausen.
Im Jahre 1945 wurden der Amtsgerichtsbezirk unter polnische Verwaltung gestellt und die deutschen Einwohner vertrieben. Damit endete auch die Geschichte des Amtsgerichtes Mühlhausen.